# Бубнів (Зимнівська сільська громада)
Бу́бнів — село в Україні, у Зимнівській сільській громаді Володимирського району Волинської області.
Село засноване у 1452 році.
Населення становить 613 осіб. Кількість дворів (квартир) — 122. З них 12 нових (після 1991 р.).

## Сьогодення
У селі функціонує церква Свято-Казанської Божої Матері Православної церкви України. Паства становить 500 осіб. Працює середня школа на 320 місць, клуб, книгозбірня, лікарня, поштове відділення, АТС на 25 номерів, 3 торговельні заклади.
У селі доступні такі телеканали: UA:Перший, УТ-2, 1+1, Інтер, СТБ, Обласне телебачення. Радіомовлення здійснюють Радіо «Промінь», Радіо «Світязь», Радіо «Луцьк».
Село газифіковане. Дорога з твердим покриттям в незадовільному стані. Наявне постійне транспортне сполучення з районним та обласним центрами.

## Географія
Село розташоване в Володимирському районі, яке розміщене в південній частині Волинської області на північному заході України. Бубнів розташований на правому березі річки Луги, у природній зоні мішаних лісів. Площа села 2,08 км². Воно розташоване на відстані приблизно 27 км від кордону з Польщею і 100 км від кордону з Білоруссю. Висота над рівнем моря — 197 м.

### Клімат
Клімат Бубнова помірно-континентальний, зима відносно м'яка з частими відлигами, літо помірно тепле та вологе, весна і осінь затяжні. Середньорічна температура повітря становить 7,4°С, найнижча вона у січні (мінус 4,9°С), найвища — в липні (18,0°С).
У середньому за рік у Бубневі випадає 600 мм атмосферних опадів, найменше — у березні, найбільше — в липні. Максимальна кількість опадів — 821,0 мм (1980 рік), мінімальна — 388,9 мм (1953 рік). Щороку утворюється сніговий покрив. Відносна вологість повітря в середньому за рік становить 78 %, найменша вона у травні (64 %), найбільша — у грудні (89 %).
Найменша хмарність спостерігається в серпні, найбільша — в грудні. Найбільшу повторюваність в місті мають вітри із заходу, найменшу — з північного сходу. Найбільша швидкість вітру — у листопаді, найменша — влітку. У січні вона в середньому становить 4,1 м/с, у липні — 2,8 м/с.

## Історія
Курган доби бронзи розташований на лівому березі р. Луги за 3 км на схід від села. Виявлений 1975 року В. Бучаком. Повторні розвідки проводилася Г. Охріменком у 1987, 2010 рр.
Поселення епохи енеоліту та перших століть нашої ери розміщене на підвищеному мисі в урочищі Байолок. Речові матеріали, зібрані навколо пам’ятки, представлені керамікою культури лійчастого посуду та зарубинецької культури. У цьому ж урочищі над заплавою річки Г. Охріменком, В. Бучаком виявлено ґрунтові поховання культури лійчастого посуду.
Уперше в історичних документах Бубнів згадується в 1452 році, коли король польський і великий князь литовський Казимир IV Ягеллончик видав луцькому старості Немирі Резановичу грамоту на володіння цим селом. У той час воно входило до складу Великого князівства Литовського. Після укладення Люблінської унії 1569 року Бубнів відійшов до Речі Посполитої.
У другій половині XVI століття Бубнів належав волинському воєводі князеві Олександрові Чорторийському; тут розміщувався його фільварок. Село, як і більшість населених пунктів того часу, було невеликим. Так, у 1577 році, як свідчать джерела, населення налічувалося приблизно 60—70 осіб. З поборових реєстрів за 1583 рік відомо, що загальна площа селянського землекористування становила 4 лани (лан — приблизно 16,8 га), отже на кожен селянський двір припадала в середньому половина лану, або 8,4 га. З часом кількість дворів і населення збільшувалася. Так, у 1629 році в селі вже було 90—100 жителів.
Протягом XVII—XVIII століть Бубнів переходив із рук до рук — був власністю феодалів Чацьких, Урусових, Кашевських. Однак, це не змінювало становища селян. Вони так само мали платити численні грошові й натуральні чинші та відбувати панщину.
Після третього поділу Польщі в 1795 році Бубнів відійшов до Росії. За переписом населення 1857—1858 рр., у Бубнові налічувалося 85 ревізьких душ і 30 дворів. Село належало шляхтичеві А. Кашевському, який жорстоко експлуатував селян. Порушуючи інвентарні правила 1847—1848 рр., він вимагав, аби кріпаки відробляли 4—5 днів панщини на тиждень.
Улітку 1915 року Бубнів захопили німецькі війська і перебували тут до кінця 1918 року, а після відходу німців на початку 1919 року село потрапило під владу Польщі.
На початку серпня 1920 року частини Червоної армії, переслідуючи польські війська, захопили Бубнів, але після поразки під Замостям і Варшавою, змушені були відступити, а польські війська й Армія УНР перейшли до наступу і 13 вересня 1920 року знову зайняли село.
У міжвоєнний період під час перебування у складі Польщі Бубнів лишався невеличким глухим селом. За даними 1923 року, тут налічувалося 347 осіб населення, з них 318 українців, 17 поляків, 12 євреїв.
22 червня 1941 року батальйон німецької піхоти за підтримки 12 танків почав наступ на село, яке обороняв разом з прикордонниками підрозділ 87-ї стрілецької дивізії під командуванням Федотова. Однак у німців була перевага в живій силі й техніці, тому вже надвечір вони захопили село.
20 липня 1944 року село було звільнене від нацистських окупантів. Більш як 100 бубнівців пішли на фронт, 40 із них за бойові подвиги нагороджені орденами й медалями.
До 2015 року — адміністративний центр Бубнівської сільської ради Володимир-Волинського району Волинської області. У серпні 2015 року село ввійшло до складу новоствореної Зимнівської сільської громади.
12 червня 2020 року, відповідно до розпорядження Кабінету Міністрів України № 708-р «Про визначення адміністративних центрів та затвердження територій територіальних громад Волинської області», увійшло до складу Зимнівської сільської територіальної громади.
19 липня 2020 року, в результаті адміністративно-територіальної реформи та ліквідації  Володимир-Волинського району(1940—2020), село увійшло до новоутвореного Володимир-Волинського району (від 18 липня 2022 Володимирського).

## Транспорт
В селі курсують три автобуси з Володимира в Берестечко, Маркостав і Червоноград.
Ще є зупинний пункт Бубнів, на якому зупиняються приміські потяги Ковель - Червоноград/Львів.

## Вулиці
- Жовтнева
- Залізнична
- Іваничівська
- Прикарпатська
- Світла

## Населення
Згідно з переписом УРСР 1989 року чисельність наявного населення села становила 599 осіб, з яких 283 чоловіки та 316 жінок.
За переписом населення України 2001 року в селі мешкало 612 осіб.

### Мова
Розподіл населення за рідною мовою за даними перепису 2001 року:
| Мова       | Відсоток |
| ---------- | -------- |
| українська | 99,35 %  |
| російська  | 0,33 %   |
| білоруська | 0,16 %   |
| вірменська | 0,16 %   |

## Пам'ятки
Між селом Бубнів та містом Устилуг розташований гідрологічний заказник місцевого значення Луга.
На залізничній станції є споруда вокзалу, яка споруджена 1930 р. і є пам'яткою архітектури.